# Archiearis hamadryas
Archiearis hamadryas là một loài bướm đêm trong họ Geometridae.